# Laurens ten Dam
Laurens Ten Dam (Zuidwolde, 13 de noviembre de 1980) es un ciclista neerlandés que fue profesional entre 2002 y 2019.
En julio de 2019 anunció su retirada como ciclista profesional a final de temporada.

## Palmarés
2006
- 1 etapa de la Carrera de la Solidaridad y de los Campeones Olímpicos

2008
- 1 etapa del Critérium Internacional

2009
- Acht van Chaam

## Resultados en Grandes Vueltas y Campeonatos del Mundo
| Carrera         | Carrera         | 2002 | 2003 | 2004 | 2005 | 2006 | 2007 | 2008 | 2009 | 2010 | 2011 | 2012  | 2013 | 2014 | 2015 | 2016 | 2017 | 2018 | 2019 |
| --------------- | --------------- | ---- | ---- | ---- | ---- | ---- | ---- | ---- | ---- | ---- | ---- | ----- | ---- | ---- | ---- | ---- | ---- | ---- | ---- |
|                 | Giro de Italia  | —    | —    | —    | —    | —    | —    | —    | 28.º | —    | —    | —     | —    | —    | —    | —    | 34.º | 35.º | Ab.  |
|                 | Tour de Francia | —    | —    | —    | —    | —    | —    | 21.º | 60.º | —    | 58.º | 28.º  | 13.º | 9.º  | 92.º | 73.º | 67.º | 51.º | —    |
|                 | Vuelta a España | —    | —    | —    | —    | —    | —    | —    | —    | Ab.  | —    | 8.º   | Ab.  | 44.º | —    | —    | —    | —    | —    |
| Mundial en Ruta | Mundial en Ruta | —    | —    | —    | —    | —    | Ab.  | —    | —    | —    | —    | 119.º | Ab.  | —    | —    | —    | —    | —    | —    |

—: no participa

Ab.: abandono

## Equipos
- Rabobank GS3 (2002-2003)
- Bankgiroloterij (2004)
- Shimano Memory Corp (2005)
- Unibet.com (2006-2007)
- Rabobank/Blanco/Belkin/LottoNL (2008-2015)
  - Rabobank (2008-2010)
  - Rabobank Cycling Team (2011-2012)
  - Blanco Pro Cycling (2013)[2]
  - Belkin-Pro Cycling Team (2013-2014)
  - Team LottoNL-Jumbo (2015)
- Giant/Sunweb (2016[3] -2018)
  - Team Giant-Alpecin (2016)
  - Team Sunweb (2017-2018)
- CCC Team (2019)